# Pudicizia (Corradini)
La Pudicizia, nota anche come Verità velata, è un'opera scultorea realizzata nel 1752 da Antonio Corradini, scultore esponente del Rococò. L'artista fu incaricato dal principe Raimondo di Sangro di scolpire, nella Cappella Sansevero, un monumento commemorativo per la madre Cecilia Gaetani dell'Aquila d'Aragona; l'opera è tuttora conservata a Napoli.

## Storia
Corradini fu attivo principalmente a Venezia, ma ha trascorso parte della sua vita anche a Vienna e a Napoli, dove poi è morto nel 1752. La Pudicizia è posizionata su di un piedistallo nella cappella Sansevero, dove talvolta l'attenzione del visitatore può disperdersi nella bellezza di uno scrigno pieno di opere d'arte: l'idea di Raimondo era quella di commemorare la madre, scomparsa prematuramente quando il principe non aveva nemmeno un anno.
L'opera è l'ultima della serie delle sue celebri donne velate, soggetto che ha sviluppato e perfezionato nel corso della sua carriera artistica. La crescente maestria del Corradini sul marmo è osservabile nel velo, in apparenza privo di peso, che si adagia elegantemente sulle figure scolpite.

### Commissione
La serie delle Virtù fu commissionata da Raimondo di Sangro, settimo principe di Sansevero, uomo interessato alle scienze e all'arte. Il mecenatismo è sempre stato fondamentale nel mondo dell'arte e suo obiettivo era quello di far convergere ciò che desiderava il mecenate con l'opera prodotta dall'artista. Raimondo aveva acquistato la chiesa intorno alla metà del XVIII secolo e l'aveva trasformata nella cappella tuttora visitabile; aveva idee piuttosto bizzarre per il suo mausoleo e commissionò il progetto a coloro che reputò i migliori artisti a cui potersi affidare per la sua realizzazione. Il barocco napoletano è evidente nel soffitto affrescato, nelle monumenti funerari in marmo e nei rilievi scultorei.

## Descrizione

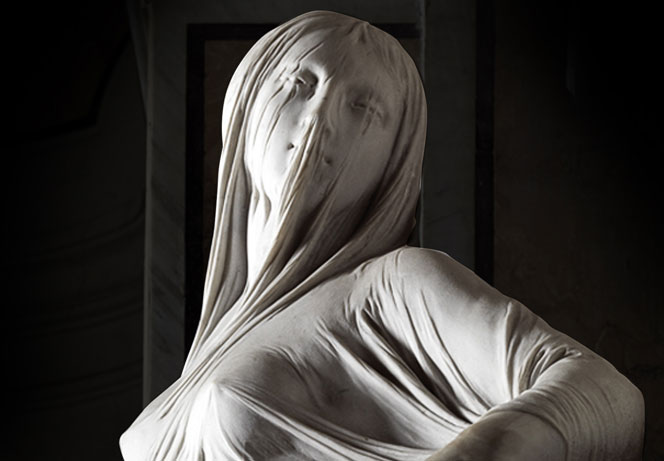
La Pudicizia, particolare.

La figura assume una posizione chiastica, avendo il peso del corpo sbilanciato maggiormente su un piede; tale posa garantisce sia un'accentuazione della fisionomia femminile, sia l'idea del movimento, evidenziato anche dal modo in cui il drappeggio cade sul suo corpo: gli artisti del XVIII secolo in Italia, infatti, erano particolarmente interessati alla rappresentazione del movimento, e anche Corradini lo era. Il volto della Pudicizia volge lo sguardo lontano da chi la osserva, e gli occhi sono protetti dal velo trasparente. Sebbene il corpo manifesti sensualità, il suo volto esprime sentimenti differenti. Il panneggio risulta al contempo pesante e trasparente: aderisce ai seni, esaltandone le forme; d'altro canto, le copre il pube, per far sì che la figura non sia esplicitamente lussuriosa. Quest'ultima, pertanto, è esposta, ma metaforicamente protetta dal velo. Il suo liscio corpo perfetto è sinuoso, come se fosse privo di ossa. Tutte queste caratteristiche lasciano credere alla rappresentazione di una creatura divina e non di una donna comune.

### La Cappella Sansevero
La Pudicizia è una delle quattro opere realizzate dal Corradini per la Cappella Sansevero (oltre alla stessa, vi sono anche il Decoro e i monumenti a Paolo de' Sangro e Francesco de' Sangro): due di esse sono parte della serie di dieci statue delle virtù. La donna velata incarna la pudicizia, il riserbo, ma può anche essere associata alla saggezza. Vi è un chiaro riferimento al velo di Iside, e alla statua della dea velata rinvenuta in Egitto. Tra le iscrizioni presenti su tale opera pare ve ne sia una che recita "Io sono il passato, il presente e il futuro...". Questa interpretazione tende ad inserire la Pudicizia nell'ambito della saggezza e talvolta la statua è indicata anche con il nome di Verità velata. La lapide spezzata sta a significare che la vita della donna (la madre di Raimondo) è stata troncata prematuramente. Sulla base sopra la quale la statua si erge vi è un rilievo di una scena tratta dai Vangeli, nella quale Gesù appare a Maria Maddalena, che lo scambia per un giardiniere, accentuando l'importanza della fede cristiana per la famiglia. L'altra opera del Corradini, Decoro, ritrae un giovane uomo pressoché nudo, a malapena coperto da una pelle di leone. All'artista fu commissionato anche il Cristo velato, per il quale realizzò un bozzetto in terracotta, ma che, in seguito alla sua improvvisa morte, fu completato da Giuseppe Sanmartino. Le statue delle virtù si trovano tutte attorno alle pareti della chiesa: la Pudicizia, in particolare, mantiene la posizione per essa originariamente pensata, pertanto i visitatori sono in grado di ammirare la statua secondo l'angolazione desiderata in principio.

### Le figure velate

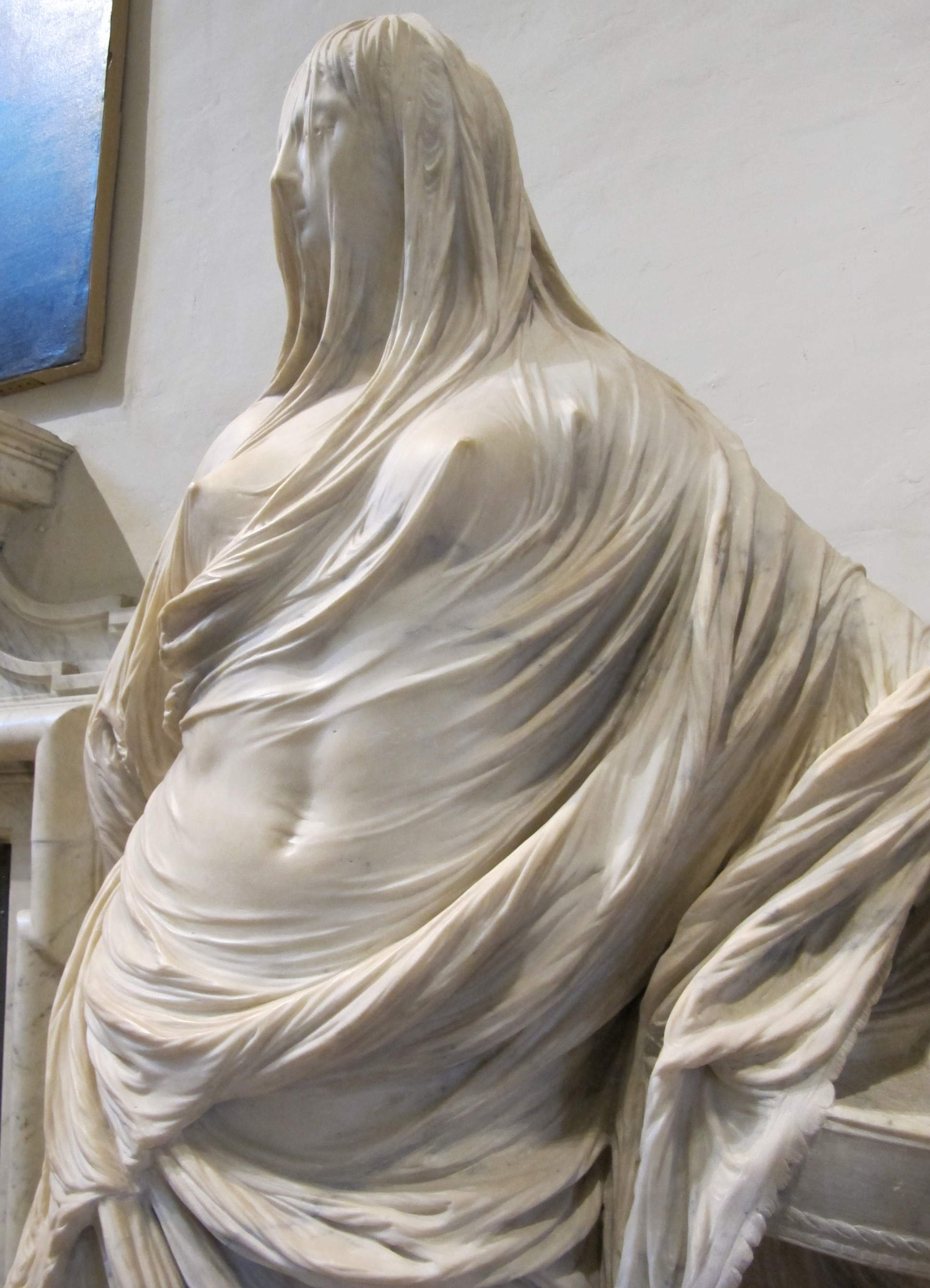
La Vestale Tuccia del Corradini, Palazzo Barberini.

L'interesse di Corradini nelle figure umane velate si è consolidato nell'arco della sua lunga carriera. I soggetti da lui preferiti erano solitamente femminili e allegorici. Inizialmente, le sue opere raffiguravano figure coperte da un drappeggio di ispirazione classica e, progressivamente, Corradini ha reso il marmo un velo sempre più sottile e traslucido. Un'opera dalla quale l'artista ha tratto ispirazione per la sua Pudicizia è la Vestale Tuccia, scolpita a Roma nel 1743.